# Poping (plesni stil)
Poping (eng. Popping) je urbani ples, koji pripada takozvanim „fank stilovima”, a zasniva se na korišćenju mišićnih i zglobnih pokreta u ritmu muzike, uz male kontrakcije u različitim delovima tela i kombinujući ih sa različitim položajima i kretanjem kroz prostor. 

## Istorija
Popping je ulični ples nastao unutar kulturnog pokreta Bugalu (eng. Boogaloo) u Ouklandu, Kaliforniji. Kako se Bugalu širio, ovaj plesni stil bi dobijao različita imena u različitim mestima, nazivali bi ga Robotin u Ričmondu, Struting u San Francisku i San Hozeu, i Strajkin od strane zajednice Ouk Park u Sakramentu koji su bili popularni od sredine 1960-ih do 1970-ih.  Popping bi na kraju bio prilagođen ranijim Bugalu pokretima u Freznu, Kalifornija, kasnih 1970-ih, putem kalifornijskih srednjoškolskih okupljanja, događaja, kao i na trci  – štafeta Zapadne obale. Ples je ukorenjen uz ritmove žive fank muzike i baziran je na tehnici Boogalooovog pristupa poziranju, brzog skupljanja i opuštanja mišića sa ciljem da se izazove trzaj, može uključivati i iznenadno zaustavljanje tela plesača, što se naziva poza. To se radi neprekidno u ritmu pesme u kombinaciji sa raznim pokretima i pozama. Popularizovala ga je plesna grupa iz Frezna i Long Biča pod nazivom -{"Electric Boogaloos"}- koja je mešala tehnike popinga sa bugaluom.
Popping se razvio pre kulturnog pokreta hip hopa, tako da je imao značajan uticaj u razvoju stilova hip-hop plesa. Često se izvodi u takozvanim betlovima, gde učesnici pokušavaju da nadmaše jedni druge pred gomilom, dajući prostor za improvizaciju i pokrete slobodnog stila koji se retko viđaju u na nastupima i koreografisanim izvedbama. Betlovi takođe uključuju i interakciju sa drugim plesačima i gledaocima.
Usko povezani iluzorni plesni stilovi i tehnike često su integrisani u poping da bi se stvorila raznovrsnija izvedba. Ovi stilovi plesa uključuju robot, waving i tutting stilove. Bitno je napometnuti da se poping  razlikuje od brejka (breakdance) i lokinga (locking), sa kojima se često meša. Poping plesač se obično naziva poper.

## Terminologija
Kao što je ranije rečeno, poping je postao najnoviji krovni termin za grupu blisko povezanih stilova i tehnika ukorenjenih u „Boogaloo” tradiciji koje su se često plesale zajedno sa poppingom, od kojih se neki retko viđaju van konteksta popinga. 

## Karakteristike
Popping je usredsređen na tehniku trzanja, što znači da se mišići brzo stežu i opuštaju da bi se stvorio efekat trzanja u telu. Takođe je poznata kao „Posing Hard” iz Bugalu tradicije, ovu tehniku je uvela Bugalu grupa, „Black Messengers” iz Ouklanda.. Poping može biti koncentrisan na određene delove tela, stvarajući varijante kao što su poping rukama, nogama, grudima i vratom.

## Muzika
Imajući svoje korene u eri fanka kasnih 1970-ih, popping se obično pleše uz fank i disko muziku. Popularni umetnici su Zapp, Daiton, Dazz Band i Cameo. Tokom 1980-ih, mnogi poperi su takođe koristili elektro muziku, sa umetnicima kao što su Kraftwerk, Yellow Magic Orchestra, Egyptian Lover i World Class Wrecking Crew. Više mejnstrim hip hop muzike takođe su koristili poperi tokom 1980-ih, uključujući Afrika Bambaataa, Kurtis Blow, Vhodini i Run DMC. Danas je uobičajeno videti popere kako plešu uz aktuelnije muzičke žanrove kao što je moderni hip hop (često apstraktni/instrumentalni hip hop) i razne oblike elektronske plesne muzike kao što je dabstep.
Pesme koje su poperima generalno omiljene imaju ravne i stabilne otkucaje na oko 90-120 otkucaja u minuti, 4/4 takt i jak naglasak na zadnjim ritmovima, obično malim bubnjem ili bubnjevima. Popovi koje izvodi poper se obično javljaju na svakom taktu ili na različitim povratnim taktovima. Poper takođe može izabrati da slobodnije prati muziku, na primer tako što će ritam pokreta i trzaja pratiti ritam melodije ili drugih ritmičkih elemenata. Jako je važno zapamtiti da poping treba da se izvodi dosledno uz ritam muzike kako se ne bi previše daleko udaljili  od elementa njegovog porekla.